# حاجي جلبي خان
الحاج جلبي خان (1703  –  1755 م)، كان رجل دولة وأمير حرب والحاكم والمؤسس لخانية شكي.

## الأصل
وُلد في عهد السلطان حسين عام 1703م لرجل يدعى قربان بيك، وكان من أصل نبيل. يذكره كاتب السيرة حاجي سيد عبد الحميد بأنه من نسل الجيل السابع لدرويش محمد خان، آخر خان لشكي قبل الغزو الصفوي لشروان. كما اعتقد بيتروشيفسكي أيضًا أنه إما من أصل أودي أو أرمني. هناك أيضًا بعض الدلائل على أنه ربما كان ينحدر من عائلة الشروانشاهية.

## التمرد ضد نادر شاه
وقد حظي بدعم السكان المحليين لمعارضة الأفشاريين الذي عينهم نائب الملك مالك النجف. وقد ورد اسمه مرارًا وتكرارًا في السجلات المتعلقة بحملة نادر شاه في داغستان. وقد عيّنهم نادر مشرفًا على مكافحة فساد مالك النجف. لكن نائب الملك احتج على ذلك، مما أدى إلى تمرد السكان المحليين. خلال الثورة، وعلى الرغم من خسارة 500 عائلة لصالح نادر، تمكن الجلبي من اغتيال مالك النجف في عام 1743. ولمعاقبة العصيان، هاجم نادر شاكي في عام 1744 وحاصر قلعة جلرسان جرسان التي لجأ إليها حاجي جلبي. اسم القلعة جلرسان جرسان والذي يعني باللغة الأذربيجانية "تعال وانظر" مشتق من الحلقة التاريخية المتعلقة بالحصار. عندما أرسل نادر شاه إنذارًا نهائيًا للاستسلام، أرسل جلبي رسالة ردًا يقول فيها "تعال وانظر". وأمر الشاه الغاضب بتدمير بقية المدينة. ودافع بنجاح ضد هجوم ثان من نادر في شباط 1745 م. ولكنه خضع لنادر في آذار 1746 م، وطلب منه المغفرة. وافق نادر على خضوعه وسامحه، وعين ابن شقيق مالك النجف مالك جعفر حاكمًا جديدًا، وحاجي الجلبي مشرفًا عليه.

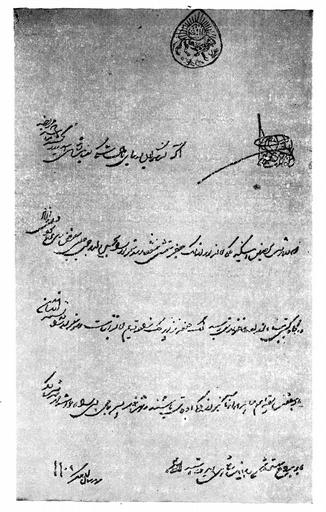
فرمان نادر شاه، الذي يجيب على عريضة قدمها سكان شكي، الذين طلبوا استبدال الحاكم المحلي جعفر بالمتمرد السابق حاجي جلبي. وقد رُفض الطلب، وأُمِر السكان بقبول سلطة جعفر.

## الحُكم
وأعلن استقلاله كخان عندما اغتيل نادر في عام 1747. واستغل جلبي فراغ السلطة وقام بشن غارات جنوبًا حتى تبريز وأصبح قوة عظمى في المنطقة بجيش قوي. كان هدفه الأول قره باغ في عام 1748، حيث أقام تحالفًا بين مليكات قره باغ وفروع منافسة من عشيرة جافانشير، على الرغم من أنه لم ينتج عنه شيء. أبرم الحكام المحليون المذعورون، وهم باناه خان من قره باغ، وحيدر قولو خان من نخجوان، وشاهفيردي خان من كنجة، وكاظم خان من خانية قره داغ تحالفًا ضد خانية شكي. وقد دعاهم تيموراز الثاني الذي أراد الانضمام إلى تحالفهم، لكنه في الواقع أسرهم كرهائن، وطالبهم بالجزية. وبعد تلقي الخبر، سارع جلبي خان وجيشه إلى نجدة أعدائهم السابقين. انتصرت قواته في المعركة ضد الأمير الجورجي هرقل في حزيران 1752 بالقرب من نهر أغستافا فعادوا حتى تبليسي. عيّن جلبي خان ابنه أغاكشي بيك نائبًا للملك على الأراضي المحتلة حديثًا في غنجة وكازاخ وبورشالي. وفي وقت لاحق، في عام 1755 م، وفي محاولة لفرض هيمنته على خانية شروان، هُزم حاجي جلبي على يد حسين علي خان القوبي وكانت نتيجة هذه الهزيمة تراجع قوة خانية شاكي. توفي الجلبي في نفس العام بسبب المرض.

## السياسة الدينية
كان حاكمًا متحمسًا ومعروفًا بفرضه ضريبة مزدوجة على سكان أودي تسمى "دين إيبيي". بُني مسجد الجلالة بأمر من الحاج جلبي في عام 1749م.

## العائلة
كان لديه أربعة أبناء:
- حسن آغا - استشهد في معركة ضد أمير أسلان خان من جيش الأفشاريين [5]
- أغاكيشي بيج[الإنجليزية] - نائب الملك في غانجا والخان التالي لشاكي.
- عبد القادر خان
- جعفر آغا

## طالع أيضًا
- خانيات القوقاز